# Petrochelidon pyrrhonota
Petrochelidon pyrrhonota là một loài chim trong họ Hirundinidae.